# Radim Kučera
Radim Kucera (ur. 1 marca 1974 roku w miejscowości Valašské Meziříčí) – czeski piłkarz występujący na pozycji obrońcy.
Radim Kucera zawodową karierę rozpoczynał w 1992 roku w zespole FK Dukla Hranice. Następnie grał w VP Frýdek-Místek oraz Kaučuk Opava. W 1998 roku Kucera trafił do Sigmy Ołomuniec. Spędził tam aż siedem lat, w trakcie których zaliczył 192 występy i zdobył 22 bramki. W 2005 roku podpisał kontrakt z Arminią Bielefeld. Niemiecka drużyna zapłaciła za Czecha około ćwierć miliona euro. W pierwszym sezonie gry na Schüco Arena Kucera piętnaście razy pojawił się na boisku. W następnych sezonach był podstawowym zawodnikiem Arminii. W 2010 roku wrócił do Sigmy.